# 시마마쓰역
시마마쓰역(일본어: 島松駅)은 일본 홋카이도 에니와시에 위치한 홋카이도 여객철도 · 일본화물철도 지토세 선의 철도역이다. 역 번호는 H08이며, 단선 · 섬식의 형태를 합친 3면 4선의 복합 승강장 구조를 갖춘 지상역이다.

## 타는 곳
| 1     | ■ 지토세 선 | 상행 | 지토세 · 신치토세쿠코 · 도마코마이 방면 |
| 2     | ■ 지토세 선 | 상행 | 지토세 · 도마코마이 방면                |
| 3 · 4 | ■ 지토세 선 | 하행 | 삿포로 · 데이네 · 오타루 방면           |

## 이용 현황
| 연도     | 승차 인원 | 하차 인원 |
| 2012년도 | 1,952     | 3,904     |
| 2013년도 | 1,975     | 3,950     |
| -------- | --------- | --------- |

## 화물 취급
현재, JR 화물의 역은 차급 화물의 임시 취급역으로 되어 있다. 화물 열차의 발착은 없고, 화물 설비나 전용선도 이 역으로는 접속되지 않는다.
1997년 3월경 까지는, 역 서쪽에 있던 니혼 석유 삿포로 유조소의 하역 설비로 접속하는 전용선이 있어, 석유의 입하가 행해졌다. 그 때문에, 모토와니시역과 이 역의 사이에는 석유 수송 화물 열차가 운행되고 있다. 또한 1970년대까지는, 일본 육상자위대 시마마쓰 주둔지로 접속하는 전용선도 존재하고 있었다. 이 선로는 역의 북서쪽으로 향하고 있는 분기 후, 큰 커브를 돌아 남쪽으로 진로를 바꿔 주둔지로 향해, 역U자형의 선형으로 되어 있다. 그 폐선부지가 도로로 되어 남아있다.

## 역 주변
- 에니와 시청 시마마쓰 지소
- 삿포로 신용금고 시마마쓰 지점
- 일본 육상자위대 시마마쓰 주둔지

## 인접 역
| 홋카이도 여객철도 ■ 치토세 선         | 홋카이도 여객철도 ■ 치토세 선 | 홋카이도 여객철도 ■ 치토세 선 |
| ------------------------------------- | ----------------------------- | ----------------------------- |
| H07 기타히로시마 삿포로 · 오타루 방면 | ● 보통                        | H09 메구미노 도마코마이방면   |